# فريد 3: مخيم فريد
فريد 3: مخيم فريد (بالإنجليزية: Fred 3: Camp Fred)‏ هو فيلم كوميديا تلفزيوني تم إنتاجه في الولايات المتحدة وصدر سنة 2012 بطولة جون سينا ولوكاس كروكشانك وهو الجزء الثالث من سلسلة أفلام فريد.

## القصة
عندما تكون تنتهي المدرسة، يواجه `` فريد فيجلهورن '' كابوسًا في المخيم الصيفي.

## وصلات خارجية
فريد 3: مخيم فريد على موقع IMDb (الإنجليزية)
- فريد 3: مخيم فريد على موقع روتن توميتوز (الإنجليزية)
- فريد 3: مخيم فريد على موقع أول موفي (الإنجليزية)
- فريد 3: مخيم فريد على موقع فيلمافينيتي (الإسبانية)
- فريد 3: مخيم فريد على موقع قاعدة بيانات الفيلم (الإنجليزية)
- فريد 3: مخيم فريد على موقع ليتربوكسد (الإنجليزية)
- فريد 3: مخيم فريد على موقع كينوبويسك (الروسية)